# Banburismus
Banburismus a fost un procedeu inventat de Alan Turing la Bletchley Park,  Anglia (localitatea unde și-a avut sediul organizația engleză de criptanaliză), în timpul celui de-al Doilea Război Mondial. A fost utilizat de secțiunea Hut 8 de la Bletchley Park pentru a sparge criptările efectuate de marina germană cu ajutorul mașinii Enigma. Această procedură de criptanaliză utiliza o formă primitivă de rețele bayesiene pentru a infera informații privind setările mașinii Enigma. Ea a dat naștere concepțiilor lui Turing despre informație, măsurabilă în ban—concept similar cu cel al entropiei lui Shannon. Pentru orientare, 1 ban = cca 3,32 biți.
Grupul Hut 8 a aplicat procedeul Banburismus continuu timp de doi ani, oprindu-se în 1943 doar pentru că ultima generație de mașini Bombe putea verifica cheile în doar două minute, astfel devenind mai simplu să se atace cheile cu forță brută. Hugh Alexander a fost privit drept cel mai bun dintre banburiști — el și Jack Good considerau acest procedeu mai mult un joc intelectual decât o muncă. Ei comentau procedeul: „Not too hard as to be impossible, but difficult enough to be an enjoyable challenge.” („Nu atât de greu încât să fie imposibil, dar suficient de dificil ca să fie o provocare plăcută”).